# Marvin Gay, Sr.
Pour les personnes de même nom de famille, voir Gay.
Le révérend Marvin Pentz Gay, Sr., né le 1er octobre 1914 et mort le 10 octobre 1998, est un homme d'église américain fondamentaliste et plus tard, membre d'une secte appelée la « Maison de Dieu ». Il est mieux connu comme le père et le meurtrier du chanteur Marvin Gaye.

## Biographie
Dans les années 1970, Marvin Pentz Gay Sr. est un alcoolique de longue date, et avait prouvé qu'il ne pouvait pas continuer son ministère. Après ses succès, Marvin Gaye a déplacé ses parents dans une maison qu'il a acheté pour eux dans le quartier de West Adams de Los Angeles en 1972, mais le mariage de Marvin Sr. a continué à se détériorer avec sa consommation d'alcool.
En 1983, après la fin de ses derniers concerts erratiques pour promouvoir son album à succès Midnight Love, Marvin Gaye, qui a été aux prises avec des problèmes d'argent et de toxicomanie, a déménagé dans la maison achetée à ses parents ; il veillait sur sa mère, qui se remettait d'une intervention chirurgicale. Après avoir été absent pendant quelques mois, Marvin Sr. est retourné à Los Angeles en octobre 1983.
Ayant appris que son père avait vendu leur maison de famille à Washington sans consulter sa mère, Marvin a gardé ses distances avec son père, mais aurait été en colère à propos de cette décision. Les quelques fois où père et fils sont entrés en contact, cela a presque toujours dégénéré en violences. À un moment donné, Marvin Sr. aurait dit à Jeanne, la sœur de Marvin Gaye qu'il allait le « tuer », si celui-ci le touchait.
Le jour de Noël 1983, Gaye a donné son père un Colt .38 pour l'aider à se protéger des cambrioleurs. Amis et membres de la famille ont dit plus tard que donner une arme à son père était « un suicide prémédité » ; Marvin Gaye avait fait des tentatives de suicide à plusieurs reprises dans le passé.
Gay Sr. a tiré sur son fils deux fois (à la poitrine et à l'épaule) et l'a tué lors d'une dispute à Los Angeles, Californie dans la maison familiale, le 1er avril 1984.
Il a été condamné à cinq ans de probation pour ce filicide après avoir plaidé l'homicide volontaire, et a été envoyé dans une maison de repos pour le reste de sa vie. Il est mort d'une pneumonie à Culver City, en Californie, à l'âge de 84 ans, en 1998.